# Eliminatoria al Campeonato Sub-17 Africano de 2007
La Eliminatoria al Campeonato Sub-17 Africano de 2007 se jugó del 14 de julio al 26 de noviembre del 2006 y contó con la participación de 41 selecciones infantiles de África en la lucha por 7 plazas para la fase final del torneo a celebrarse en Togo en 2007 junto al país anfitrión.

## Ronda preliminar
| Equipo 1   | Agr.  | Equipo 2                 | Ida   | Vuelta |
| ---------- | ----- | ------------------------ | ----- | ------ |
| Argelia    | 0 – 4 | Mauritania               | 0 – 0 | 0 – 4  |
| Chad       | 2 – 3 | Gabón                    | 1 – 0 | 1 – 3  |
| Reunión    | 4 – 1 | Mauricio                 | 4 – 1 | 0 – 0  |
| Libia      | 2 – 3 | Eritrea                  | 2 – 1 | 0 – 2  |
| Mozambique | 1 – 4 | Zambia                   | 1 – 2 | 0 – 2  |
| Malaui     | 4 – 2 | Lesoto                   | 3 – 0 | 1 – 2  |
| Sudán      | 4 – 1 | Yibuti                   | 4 – 1 | [ 1 ]  |
| Ruanda     | 2 – 0 | Somalia                  | 2 – 0 | [ 1 ]  |
| RD Congo   | w/o   | República Centroafricana | 1 – 1 | w/o    |
| Senegal    | w/o   | Liberia                  | –     | –      |
| Namibia    | w/o   | Botsuana                 | –     | –      |
| Benín      | w/o   | Congo                    | –     | –      |
| Uganda     | w/o   | Etiopía                  | –     | –      |

## Primera ronda
| Equipo 1        | Agr.            | Equipo 2                 | Ida   | Vuelta |
| --------------- | --------------- | ------------------------ | ----- | ------ |
| Túnez           | 2 – 1           | Mauritania               | 1 – 1 | 1 – 0  |
| Gambia          | 0 – 4           | Senegal                  | 0 – 2 | 0 – 2  |
| Angola          | 1 – 5           | Gabón                    | 1 – 1 | 0 – 4  |
| Camerún         | 1 – 2           | República Centroafricana | 0 – 1 | 1 – 1  |
| Sudáfrica       | 9 – 1           | Botsuana                 | 6 – 0 | 3 – 1  |
| Zimbabue        | 2 – 2 (p 4 – 2) | Reunión                  | 1 – 1 | 1 – 1  |
| Egipto          | 1 – 2           | Eritrea                  | 1 – 1 | 0 – 1  |
| Sudán           | 1 – 6           | Zambia                   | 0 – 3 | 1 – 3  |
| Ghana           | 4 – 2           | Guinea                   | 3 – 1 | 1 – 1  |
| Nigeria         | 6 – 2           | Ruanda                   | 3 – 0 | 3 – 2  |
| Malí            | 5 – 0           | Malaui                   | 3 – 0 | 2 – 0  |
| Burkina Faso    | 3 – 2           | Etiopía                  | 1 – 0 | 2 – 2  |
| Costa de Marfil | w/o             | Benín                    | –     | –      |
| Sierra Leona    | w/o             | Marruecos                | –     | –      |

## Segunda ronda
| Equipo 1        | Agr.            | Equipo 2                 | Ida   | Vuelta |
| --------------- | --------------- | ------------------------ | ----- | ------ |
| Túnez           | 1 – 1 (p 4 – 2) | Senegal                  | 1 – 0 | 0 – 1  |
| Gabón           | 3 – 2           | República Centroafricana | 1 – 2 | 2 – 0  |
| Sudáfrica       | 7 – 3           | Zimbabue                 | 5 – 1 | 2 – 2  |
| Eritrea         | 3 – 0           | Zambia                   | 1 – 0 | 2 – 0  |
| Costa de Marfil | 3 – 3 (a)       | Ghana                    | 3 – 1 | 0 – 2  |
| Nigeria         | 5 – 1           | Marruecos                | 5 – 0 | 0 – 1  |
| Malí            | 1 – 6           | Burkina Faso             | 1 – 6 | 0 – 0  |

## Clasificados
| - Burkina Faso - Eritrea - Gabón - Ghana | - Nigeria - Sudáfrica - Togo (anfitrión) - Túnez |